# اجارود شرقی
دهستان اجارود شرقی نام یکی از دو دهستان بخش  موران  شهرستان  گرمی  در استان اردبیل است که در سمت جنوب شرقی شهرستان گرمی ودرمجاورت دهستان آزادلو موران، اجارود مرکزی و اینی از بخش مرکزی گرمی ومنطقه جلیل‌آباد و یاردیملوی جمهوری آذربایجان قرارگرفته وازسمت جنوب شرقی خود با این جمهوری مجاورت دارد. این دهستان درسرشماری سال ۱۳۹۰ دارای ۳۹ پارچه آبادی با ۱۷۲۱خانوار سکنه و۶۹۲۷ نفر جمعیت بوده‌است. مرکزدهستان اجارودشرقی که مرکز بخش موران هم هست زهرا یا به قول اهالی « زاهرا » است. علاوه برآبادی‌های دهستان  آزادلو که درقلمرو بخش  موران  به مرکزیت  زاهرا  قرار دارند. آبادی‌های زیر از توابع دهستان  اجارودشرقی  به مرکزیت زاهرا محسوب می‌شوند  افجه،  افسوران، اوچ آغاج، اوماسلان سفلی، اوماسلان علیا،  ائل خانلار، بورک آباد، پرمهر، پیره خلیل ، پیله درق ، تازه کندموران ،تمرداش،جنگان،درمانلو، دمیرچی سفلی،دمیرچی علیا، سیاوش کندی، سیدلرزهرا، سینه سر (آلازار)، سیه، شیلوه سفلی، شیلوه علیا ،علی وردیلو، کریملو، کلان، کلانسورا، کولاتان، لجایر،  مهره،  میخوش،  میراب، هاچاکند درمانلو،  همه شان،  وان سفلی،  وان علیا،  وانستانق،  یئدی درق  و  ئیل دگرمانی